# Herrarnas fyrmanna i bob vid olympiska vinterspelen 2010
Herrarnas fyrmannabobåkning i vinter-OS 2010 ägde rum i Whistler Sliding Centre i Vancouver, Kanada mellan 26 och 27 februari 2010. 

## Medaljörer
| Gren             | Guld                                                           | Silver                                                          | Brons                                                           |
| Herrar, fyrmanna | USA Steven Holcomb Steve Mesler Curtis Tomasevicz Justin Olsen | Tyskland André Lange Kevin Kuske Alexander Rödiger Martin Putze | Kanada Lyndon Rush David Bissett Lascelles Brown Chris le Bihan |

## Resultat
| Placering | Bib | Land                   | Idrottare                                                                          | Åk 1          | Åk 2          | Åk 3       | Åk 4          | Totalt   | Bakom   |
| --------- | --- | ---------------------- | ---------------------------------------------------------------------------------- | ------------- | ------------- | ---------- | ------------- | -------- | ------- |
| 1         | 1   | USA (USA-1)            | Steve Holcomb Steve Mesler Curtis Tomasevicz Justin Olsen                          | 4,75 50,89-TR | 4,73 50,86-TR | 4,77 51,19 | 4,76 51,52    | 3:24,46  | +0,00   |
| 2         | 2   | Tyskland (GER-1)       | André Lange Kevin Kuske Alexander Rödiger Martin Putze                             | 4,73-SR 51,14 | 4,70-SR 51,05 | 4,74 51,29 | 4,74 51,36    | 3:24,84  | +0,38   |
| 3         | 7   | Kanada (CAN-1)         | Lyndon Rush David Bissett Lascelles Brown Chris le Bihan                           | 4,78 51,12    | 4,72 51,03    | 4,77 51,24 | 4,76 51,46    | 3:24,85  | +0,39   |
| 4         | 4   | Tyskland (GER-2)       | Thomas Florschütz Ronny Listner Andreas Barucha Richard Adjei                      | 4,79 51,14    | 4,76 51,36    | 4,82 51,45 | 4,78 51,63    | 3:25,58  | +1,12   |
| 5         | 10  | Kanada (CAN-2)         | Pierre Lueders Justin Kripps Neville Wright Jesse Lumsden                          | 4,79 51,27    | 4,78 51,29    | 4,81 51,50 | 4,76 51,54    | 3:25,60  | +1,14   |
| 6         | 5   | Schweiz (SUI-1)        | Ivo Rüegg Thomas Lamparter Cedric Grand Beat Hefti                                 | 4,76 51,31    | 4,71 51,13    | 4,77 51,70 | 4,77 51,57    | 3:25,71  | +1,25   |
| 7         | 6   | Tyskland (GER-3)       | Karl Angerer Andreas Bredau Alex Mann Gregor Bermbach                              | 4,84 51,18    | 4,79 51,41    | 4,84 51,70 | 4,82 51,77    | 3:26,06  | +1,60   |
| 8         | 11  | Ryssland (RUS-3)       | Jevgeni Popov Alexej Kireev Denis Moisejtjenkov Andrej Jurkov                      | 4,85 51,49    | 4,81 51,16    | 4,87 51,67 | 4,84 51,81    | 3:26,13  | +1,67   |
| 9         | 19  | Italien (ITA-1)        | Simone Bertazzo Danilo Santarsiero Samuele Romanini Mirko Turri                    | 4,91 51,57    | 4,90 51,38    | 4,90 51,62 | 4,86 51,68    | 3:26,25  | +1,79   |
| 9         | 8   | Ryssland (RUS-1)       | Dmitry Abramovittj Roman Oresjnikov Sergej Prudnikov Dmitrij Stepusjkin            | 4,80 51,32    | 4,76 51,40    | 4,83 51,78 | 4,80 51,75    | 3:26,25  | +1,79   |
| 11        | 12  | Lettland (LAT-2)       | Edgars Maskalāns Mihails Arhipovs Raivis Broks Pāvels Tulubjevs                    | 4,87 51,60    | 4,87 51,42    | 4,88 51,85 | 4,82 51,78    | 3:26,65  | +2,19   |
| 12        | 15  | Tjeckien (CZE-1)       | Ivo Danilevič Jan Kobián Jan Stokláska Dominik Suchý                               | 4,92 51,54    | 4,91 51,72    | 4,94 51,76 | 4,90 51,96    | 3:26,98  | +2,52   |
| 13        | 13  | USA (USA-3)            | Mike Kohn Nick Cunningham Jamie Moriarty Bill Schuffenhauer                        | 4,86 51,69    | 4,86 51,42    | 4,88 52,10 | 4,85 52,11    | 3:27,32  | +2,86   |
| 14        | 16  | Polen (POL-1)          | Dawid Kupczyk Michał Zblewski Paweł Mróz Marcin Niewiara                           | 4,87 51,94    | 4,87 51,96    | 4,91 52,35 | 4,89 52,28    | 3:28,53  | +4,07   |
| 15        | 14  | Rumänien (ROU-1)       | Nicolae Istrate Ioan Danut Dovalciuc Ionut Andrei Florin Cezar Craciun             | 4,93 52,05    | 4,90 52,00    | 4,91 52,34 | 4,92 52,50    | 3:28,89  | +4,43   |
| 16        | 25  | Tjeckien (CZE-2)       | Jan Vrba Martin Bohmann Ondřej Kozlovský Miloš Veselý                              | 4,90 52,00    | 4,92 52,09    | 4,90 52,43 | 4,93 52,61    | 3:29,13  | +4,67   |
| 17        | 20  | Storbritannien (GBR-1) | John James Jackson Allyn Condon Dan Money Henry Odili Nwume                        | 4,85 51,53    | 4,85 54,29    | 4,86 52,24 | 4,90 52,15    | 3:30,21  | +5,75   |
| 18        | 24  | Serbien (SRB-1)        | Vuk Rađenović Miloš Savić Igor Šarcevic Slobodan Matijević                         | 5,01 52,37    | 5,08 52,40    | 5,03 52,84 | 5,01 52,74    | 3:30,35  | +5,89   |
| 19        | 22  | Sydkorea (KOR-1)       | Kang Kwang-Bae Lee Jinhee Kim Dong-Hyun Kim Jung-Su                                | 5,11 52,76    | 5,09 52,53    | 5,13 52,92 | 5,18 52,92    | 3:31,13  | +6,67   |
| 20        | 21  | Kroatien (CRO-1)       | Ivan Šola Igor Marić Slaven Krajačić Mate Mezulić (Åk 1-2) András Haklits (Åk 3-4) | 5,03 52,58    | 5,04 52,69    | 5,17 53,15 | 5,11 53,11    | 3:31,53  | +7,07   |
| 21        | 23  | Japan (JPN-1)          | Hiroshi Suzuki Ryuichi Kobayashi Shinji Doigawa Masaru Miyauchi                    | 5,00 52,09    | 5,03 54,16    | 5,04 52,53 | 9,99  +99,95  | 2:38,78  | +99,95  |
| 99        | 3   | USA (USA-2)            | John Napier Christopher Fogt Steven Langton Charles Berkeley                       | 4,77 51,30    | 4,74 53,41    | DNS        | 9,99          | 9:99,96  | +99,96  |
| 99        | 9   | Ryssland (RUS-2)       | Alexandr Zubkov Filipp Jegorov Petr Moiseev Dmitry Trunenkov                       | 4,78 52,52    | DNS           | 99,97      | 99,97         | 9:99,97  | +99,97  |
| 99        | 17  | Österrike (AUT-1)      | Wolfgang Stampfer Christian Hackl Juergen Mayer Johannes Wipplinger                | 4,96 53,64    | DNS           | 99,98      | 99,98         | 9:99,98  | +99,98  |
| 99        | 18  | Slovakien (SVK-1)      | Milan Jagnešák Marcel Lopuchovský Petr Narovec Martin Tešovič                      | 4,97 55,25    | DNS           | 99,99      | 99,99         | 9:99,99  | +99,99  |
| 99        | -   | Australien (AUS-1)     | Jeremy Rolleston Duncan Harvey Duncan Pugh Anthony Ryan                            | DNS           | 9:99,99       | 9:99,99    | 9:99,99       | 9:99,99  | +99,99  |
| 99        | -   | Lettland (LAT-1)       | Jānis Miņins Daumants Dreiškens Oskars Melbārdis Intars Dambis                     | DNS           | 9:99,99       | 9:99,99    | 9:99,99       | 9:99,99  | +99,99  |
| 99        | -   | Liechtenstein (LIE-1)  | Michael Klingler Jürgen Berginz Thomas Dürr Richard Wunder                         | DNS           | 9:99,99       | 9:99,99    | 9:99,99       | 9:99,99  | +99,99  |
| 99        | -   | Nederländerna (NED-1)  | Edwin van Calker Sybren Jansma Arnold van Calker Timothy Beck                      | DNS           | 9:99,99       | 9:99,99    | 9:99,99       | 9:99,99  | +99,99  |
| 99        | -   | Schweiz (SUI-2)        | Daniel Schmid Alex Baumann Roman Handschin Christian Aebli                         | DNS           | 9:99,99       | 9:99,99    | 9:99,99       | 9:99,99  | +99,99  |